# Massacres du 30 janvier 1950 à Dimbokro
 (octobre 2024).
La mise en forme du texte ne suit pas les recommandations de Wikipédia : il faut le « wikifier ».
Les points d'amélioration suivants sont les cas les plus fréquents. Le détail des points à revoir est peut-être précisé sur la page de discussion.
- Les titres sont pré-formatés par le logiciel. Ils ne sont ni en capitales, ni en gras.
- Le texte ne doit pas être écrit en capitales (les noms de famille non plus), ni en gras, ni en italique, ni en « petit »…
- Le gras n'est utilisé que pour surligner le titre de l'article dans l'introduction, une seule fois.
- L'italique est rarement utilisé : mots en langue étrangère, titres d'œuvres, noms de bateaux, etc.
- Les citations ne sont pas en italique mais en corps de texte normal. Elles sont entourées par des guillemets français : « et ».
- Les listes à puces sont à éviter, des paragraphes rédigés étant largement préférés. Les tableaux sont à réserver à la présentation de données structurées (résultats, etc.).
- Les appels de note de bas de page (petits chiffres en exposant, introduits par l'outil «  Source ») sont à placer entre la fin de phrase et le point final[comme ça].
- Les liens internes (vers d'autres articles de Wikipédia) sont à choisir avec parcimonie. Créez des liens vers des articles approfondissant le sujet. Les termes génériques sans rapport avec le sujet sont à éviter, ainsi que les répétitions de liens vers un même terme.
- Les liens externes sont à placer uniquement dans une section « Liens externes », à la fin de l'article. Ces liens sont à choisir avec parcimonie suivant les règles définies. Si un lien sert de source à l'article, son insertion dans le texte est à faire par les notes de bas de page.
- La présentation des références doit suivre les conventions bibliographiques. Il est recommandé d'utiliser les modèles {{Ouvrage}}, {{Chapitre}}, {{Article}}, {{Lien web}} et/ou {{Bibliographie}}. Le mode d'édition visuel peut mettre en forme automatiquement les références.
- Insérer une infobox (cadre d'informations à droite) n'est pas obligatoire pour parachever la mise en page.

Pour une aide détaillée, merci de consulter Aide:Wikification.
Si vous pensez que ces points ont été résolus, vous pouvez retirer ce bandeau et améliorer la mise en forme d'un autre article.
Les massacres du 30 janvier 1950 à Dimbokro se sont produits dans cette ville située au centre de la Côte d'Ivoire, pendant la période coloniale française.
Ce massacre marque l’histoire du mouvement nationaliste en Côte d'Ivoire, alors sous domination coloniale.
Il est l'une des principales répressions violentes contre les nationalistes cherchant à s'organiser contre le système colonial et exprimer des revendications politiques et sociales.

## Contexte
Dans les années 1940, la Côte d'Ivoire, comme plusieurs colonies françaises en Afrique, est au cœur de mouvements contestataires grandissants. L'oppression économique, l'exploitation des ressources et de la main-d'œuvre locales, ainsi que l'exclusion politique des autochtones, créent un climat de mécontentement parmi les populations ivoiriennes.
Le Parti Démocratique de Côte d'Ivoire (PDCI), une branche du Rassemblement Démocratique Africain (RDA), fondé en 1946 par des leaders comme Félix Houphouët-Boigny, joue un rôle important dans l’organisation de la résistance à la colonisation. Les autorités coloniales françaises considéraient ce parti comme une menace croissante, surtout après que le PDCI a commencé à réclamer des réformes politiques majeures, dont la fin du travail forcé et l'amélioration des conditions de vie des Ivoiriens.

## Déroulement
Le 30 janvier 1950, une manifestation organisée à Dimbokro, une ville située dans la région du N'Zi, dégénère en violence lorsque les forces coloniales françaises répriment brutalement les manifestants. La population locale est  mobilisée pour protester contre des mesures coloniales restrictives et des pratiques d'exploitation économique et d'expropriations.
Les rapports sur cet événement sont rares et parfois fragmentaires. La confrontation fait plusieurs morts civils, dont des femmes et des enfants, et de nombreux blessés. Les manifestants, armés principalement de bâtons et de pierres, affrontent des forces militaires équipées qui ont pas tiré sur la foule pour disperser les protestataires.
Ce massacre est suivi d'une répression plus sévère des mouvements nationalistes à travers le pays que les autorités coloniales cherchent à réduire au silence.

## Conséquences
Les massacres de Dimbokro suscitent l’indignation tant au niveau local qu’international. Bien que les autorités coloniales aient tenté de minimiser les faits, l’incident a renforcé la détermination des leaders du PDCI et du RDA à poursuivre leur lutte pour l’indépendance. Cet événement est souvent cité comme l'un des moments clés dans la montée du nationalisme ivoirien, précipitant la radicalisation de certaines franges du mouvement indépendantiste.
Le massacre de Dimbokro a également révélé les tensions croissantes entre les autorités coloniales et les populations africaines qui, inspirées par des mouvements similaires à travers le continent, exigeaient la liberté, la justice sociale et des droits politiques.
Malgré cette violente répression, les années suivantes ont vu une intensification des activités politiques menant finalement à l'indépendance de la Côte d'Ivoire en 1960. Félix Houphouët-Boigny, un des acteurs centraux de cette lutte, est devenu le premier président de la Côte d'Ivoire indépendante.
Les massacres du 30 janvier 1950 à Dimbokro sont rarement évoqués dans les discours officiels, mais restent un symbole fort de la résistance contre l'oppression coloniale en Côte d'Ivoire. Ils font partie d'un ensemble d’événements qui ont contribué à l’émancipation des peuples africains sous la colonisation.

## Mémoire et commémoration
Aujourd’hui, les événements sont peu présents dans la mémoire collective nationale des moments historiques de la lutte pour l’indépendance. Certaines associations et familles des victimes réclament régulièrement une reconnaissance officielle des faits ainsi que des excuses de la part des autorités françaises.
Des initiatives locales visant à rappeler les massacres de 1950 ont vu le jour, notamment à Dimbokro, où certains groupes demandent l'érection d'un monument commémoratif en l’honneur des victimes de la répression coloniale.